# Primulina cordifolia
Primulina cordifolia là một loài thực vật có hoa trong họ Tai voi (Gesneriaceae). Loài này có ở Quảng Tây (Trung Quốc); được D.Fang & W.T.Wang mô tả khoa học đầu tiên năm 1982 dưới danh pháp Chiritopsis cordifolia. Tháng 1 năm 2011, Yin Z.Wang chuyển nó sang chi Primulina. Lưu ý rằng loài Chirita cordifolia W.T.Wang, 1981 kể từ tháng 7 năm 2011 trở đi có danh pháp là Primulina cordata Mich.Möller & A.Weber, 2011, mà không phải Primulina cordifolia, mặc dù chúng đều được tìm thấy ở tỉnh Quảng Tây, Trung Quốc, do Primulina cordifolia đã bị chiếm chỗ trước.